# Phyllis Rountree

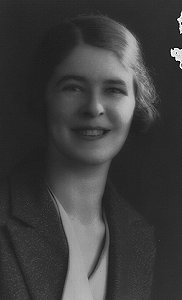
Phyllis Margaret Rountree

Phyllis Margaret Rountree (13. Januar 1911 in Hamilton, Victoria – 27. Juli 1994) war eine australische Mikrobiologin und Bakteriologin. Ihr Spezialgebiet waren Staphylokokken-Infektionen.

## Lebenslauf
Rountree wurde 1911 in Hamilton, Victoria, geboren. Der Bruder ihrer Mutter, William Roy Hodgson, war ein bekannter Diplomat, sie wurde aber mehr von ihren gelehrten Tanten inspiriert. Sie besuchte die örtliche Schule, das Alexandra Ladies' College, bevor sie in Hawthorn zur Tintern Church of England Girls' Grammar School ging.
Sie studierte Zoologie und Bakteriologie an der University of Melbourne. Sie hätte lieber wie ihre Tante Medizin studiert, aber ihr Vater – ein Apotheker – hatte gesagt, sie sei „zu jung“. Ein zufälliger Besuch des australischen Tierpathologen und Bakteriologen Harold Addison Woodruff in ihrer Heimatstadt inspirierte sie und überzeugte auch ihren Vater, dass sie einen Master-Abschluss machen und Bakteriologin werden sollte.
Sie schloss 1934 ein dreijähriges Stipendium des Council of Scientific & Industrial Research ab, indem sie ihre Arbeit dem Agrarwissenschaftler James A. Prescott am Waite Agricultural Research Institute in Adelaide vorstellte. Er machte zwar keine Ergänzungen oder Änderungen, aber man bot ihr auch keine feste Stelle an, und sie führte dies auf die systemische Voreingenommenheit der Geschlechter (englisch systemic gender bias) zurück:
Sie hatte die allgemein entspannte Atmosphäre dort genossen, aber männliche Kollegen hatten sich während der Arbeitspausen sich nicht mit ihr unterhalten. Insgesamt war sie sich sicher, dass ein Mann dort nach drei Jahren erfolgreicher Forschung übernommen worden wäre.
Im Jahr 1936 ging sie nach London, wo sie an der London School of Hygiene and Tropical Medicine ein Postgraduierten-Diplom in Bakteriologie erwarb. Sie bildete sich selbst weiter, indem sie im British Public Health Laboratory arbeitete. Im folgenden Jahr kehrte sie nach Australien zurück.[3]

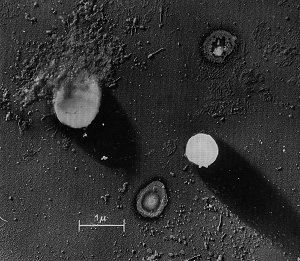
Elektronenmikroskopische Aufnahme von Staphylococcus-phagen von Rountree ca. 1954 im Fairfax Institute of Pathology, Royal Prince Alfred Hospital, Sydney, aufgenommen

Nach einem Jahr der Lebensmittelprüfungen während des Zweiten Weltkriegs
begann sie 1944 am Royal Prince Alfred Hospital zu arbeiten. Dort wurde sie verdächtigt, Kommunisten zu rekrutieren. Die Commonwealth-Behörden entschieden schließlich in den 1950er Jahren, dass sie keine solchen Interessen hatte. Zu dieser Zeit war sie bereits eine anerkannte Expertin für Staphylokokken-Infektionen und hatte einen Anstieg der Zahl der chirurgischen Infektionen festgestellt. Dies ließ sie befürchten, dass eine Rückkehr von Infektionen wie in Vor-Penicillin-Zeiten drohen könnte. Dieser so genannte „Kinderzimmer-Epidemie“ (en. nursery epidemic) wurde durch Staphylokokken verursacht, die resistent gegen Antibiotika wie Penicillin waren. Als Chefbakteriologin (ab 1961) gelang es ihr, den Ausbruch wieder unter Kontrolle zu bringen. Dies gelang durch ihren Rat, auf Decken aus Baumwolle umzusteigen und konsequent die Hände zu reinigen. So bewahrheiteten sich ihre Befürchtungen schließlich doch nicht.
1971 wurde sie zum Honorary Research Associate in Medical Microbiology an der University of New South Wales ernannt.

## Ehrungen
Rountree gewann nur wenige Auszeichnungen, was vielleicht an ihrer Zurückhaltung lag oder daran, dass sie nicht alle ihre Erkenntnisse veröffentlichte. Zu diesen gehören:
- Mitglied der Australischen Gesellschaft für Mikrobiologie (Australian Society for Microbiology) auf Lebenszeit[2]
- Ehrendoktorwürde der University of Sydney (1987)[2]
- Im Jahr 2021 wurde die neu eingerichtete Bakteriophagenfamilie Rountreeviridae zu Ehren von Phyllis Rountree benannt. Diese Viren infizieren vor allem Staphylo- und Enterokokken.[6]